# Мајкл Сата
Мајкл Сата (енгл. Michael Sata; Мпика, 6. јул 1937 — Лондон, 28. октобар 2014) био је замбијски политичар и 5. председник Замбије од 23. септембра 2011. године до смрти 28. октобра 2014. године.

## Биографија
Рођен је 1937. године у месту Мпика, тадашња колонија Северна Родезија (данас Замбија). Укључио се у политику 1963. године. Након стицања независности Замбије 1964. године, напредовао је у каријери као члан владајуће Уједињене партије националне независности. Године 1985. постао је гувернер Лусаке и постао популаран након што је покренуо кампање чишћења улица, поправио путеве и саградио мостове у граду. Касније је био посланик у парламенту четврти Кабвата града Лусаке. Првобитно близак са дотадашњим председником Кенетом Каундом, напустио га је 1991. године и прикључио се Покрету за вишестраначку демократију (ММД).
Током владавине ММД-а радио је као министар у неколико кабинета. Годиње 1995. постао је министар без портфеља.
Дотадашњи председник Фредерик Чилуба је 2001. године за председничког кандидата ММД-а номиновао Левија Мванавасу. Разочарани Сата је исте године напустио ММД и основао сопствену странку, Патриотски фронт. Међутим, његова странка је на изборима освојила само једно посланичко место. Кандидовао се на следећим изборима 2006. године, али га је победио Мванаваса. Сата је освојио 29% гласова и завршио на другом месту.
Био је ухапшен децембра 2006. године, под оптужбом да пре изласка на изборе није пријавио сву своју имовину. Сата је оптужбе протумачио као политички мотивисане. Напослетку су оптужбе против њега уклоњене 14. децембра, а он пуштен.
Претрпео је срчани удар 25. априла 2008. године, али се убрзо опоравио.
Леви Мванаваса је претрпео срчани удар у јулу 2008. године и био хоспитализован у Паризу. Умро је 25. августа. Председнички избори су одржани у новембру исте године, а на њима је Сата изгубио од кандидата ММД, Рупије Банде.
Сата се по четврти пут кандидовао на председничким изборима, одржанима 20. септембра 2011. године. Овај пут је победио Банду са освојених 43% гласова, наспрам Бандиних36%.
Током 2014. године, здравље је почело да му се погоршава. Све се ређе појављивао у јавности. Умро је од непознате болести 28. октобра 2014. године у Болници „Краљ Едвард VII“ у Лондону.